# Undead (album)
Pour les articles homonymes, voir Undead.
Albums de Ten Years After
Ten Years After
(1967) Stonedhenge
(1969)
Undead est le deuxième album du groupe de blues rock britannique Ten Years After, et leur premier album live. Il est sorti le 10 août 1968 sur le label Deram Records et a été produit  Mike Vernon.

## Histoire
Undead a été enregistré le 14 mai 1968 sur la scène du Klooks Kleek, le petit club de jazz du Railway Hotel, à West Hampstead, dans le nord-ouest de Londres. Il ne reprend aucun des titres du premier album studio du groupe, Ten Years After, mais inclut notamment une reprise du Summertime de George Gershwin et une version de I'm Going Home, la chanson qui a rendu le groupe célèbre lors du festival de Woodstock l'année suivante.
C'est le premier album du groupe à se classer dans les meilleures ventes au Royaume-Uni. Il y reste pendant sept semaines, se hissant jusqu'à la 26e place. Aux États-Unis, il atteint la 115e place du Billboard 200.

## Titres

### Face 1
1. I May Be Wrong, But I Won't Be Wrong Always (Alvin Lee, Chick Churchill, Leo Lyons, Ric Lee) - 9:42
2. At the Woodchopper's Ball (Joe Bishop, Woody Herman) - 7:21

### Face 2
1. Spider in My Web (Alvin Lee) - 7:36
2. Summertime / Shantung Cabbage (George Gershwin, Ira Gershwin, DuBose Heyward / Ric Lee) - 5:27
3. I'm Going Home (Alvin Lee) - 6:09

### Réédition
L'édition remasterisée de Undead parue chez Deram en 2002 intègre plusieurs titres supplémentaires issus du même concert.
1. Rock Your Mama (Alvin Lee) - 3:46
2. Spoonful (Willie Dixon) - 6:23
3. I May Be Wrong, But I Won't Be Wrong Always (Alvin Lee) - 9:49
4. Summertime / Shantung Cabbage (George Gershwin, Ira Gershwin, DuBose Heyward / Ric Lee) - 5:44
5. Spider in My Web (Alvin Lee) - 7:42
6. At the Woodchopper's Ball (Joe Bishop, Woody Herman) - 7:38
7. Standing at the Crossroads (Robert Johnson) - 4:10
8. I Can't Keep from Crying Sometimes (Al Kooper) - 2:17
  - Extension on One Chord (Alvin Lee, Chick Churchill, Leo Lyons, Ric Lee) - 12:11
  - I Can't Keep from Crying Sometimes (Al Kooper) - 2:36
9. I'm Going Home (Alvin Lee) - 6:24

## Musiciens
- Alvin Lee : chant, guitare
- Ric Lee : batterie, percussions
- Leo Lyons : basse
- Chick Churchill : orgue

## Charts
| Pays        | Durée du classement | Meilleur classement | Date              |
| ----------- | ------------------- | ------------------- | ----------------- |
| États-Unis  | 15 semaines         | 115e                | 19 octobre 1968   |
| France      | 53 semaines         | 3e                  | 9 novembre 1968   |
| Royaume-Uni | 7 semaines          | 26e                 | 28 septembre 1968 |